# Bestune

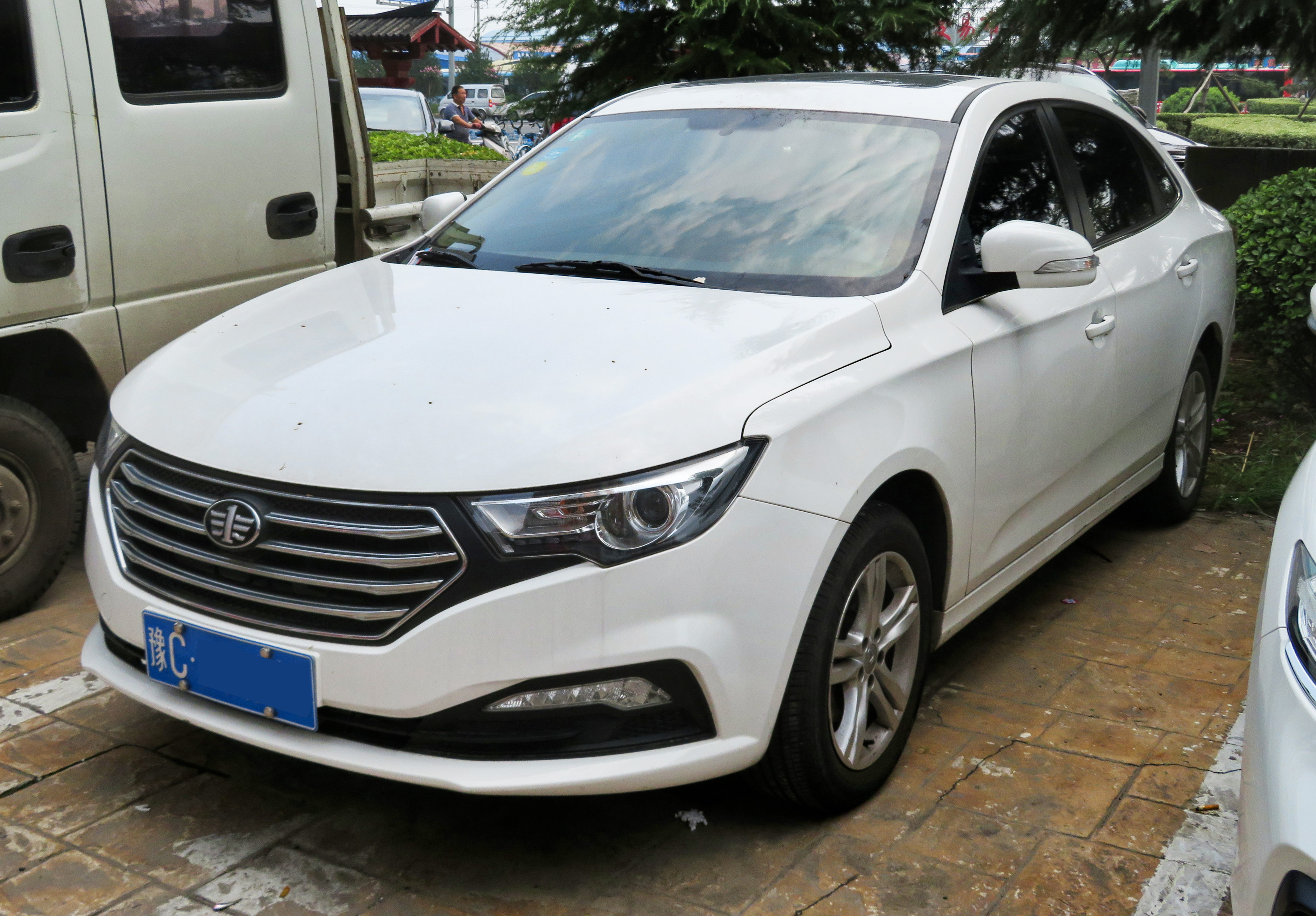
Besturn B30

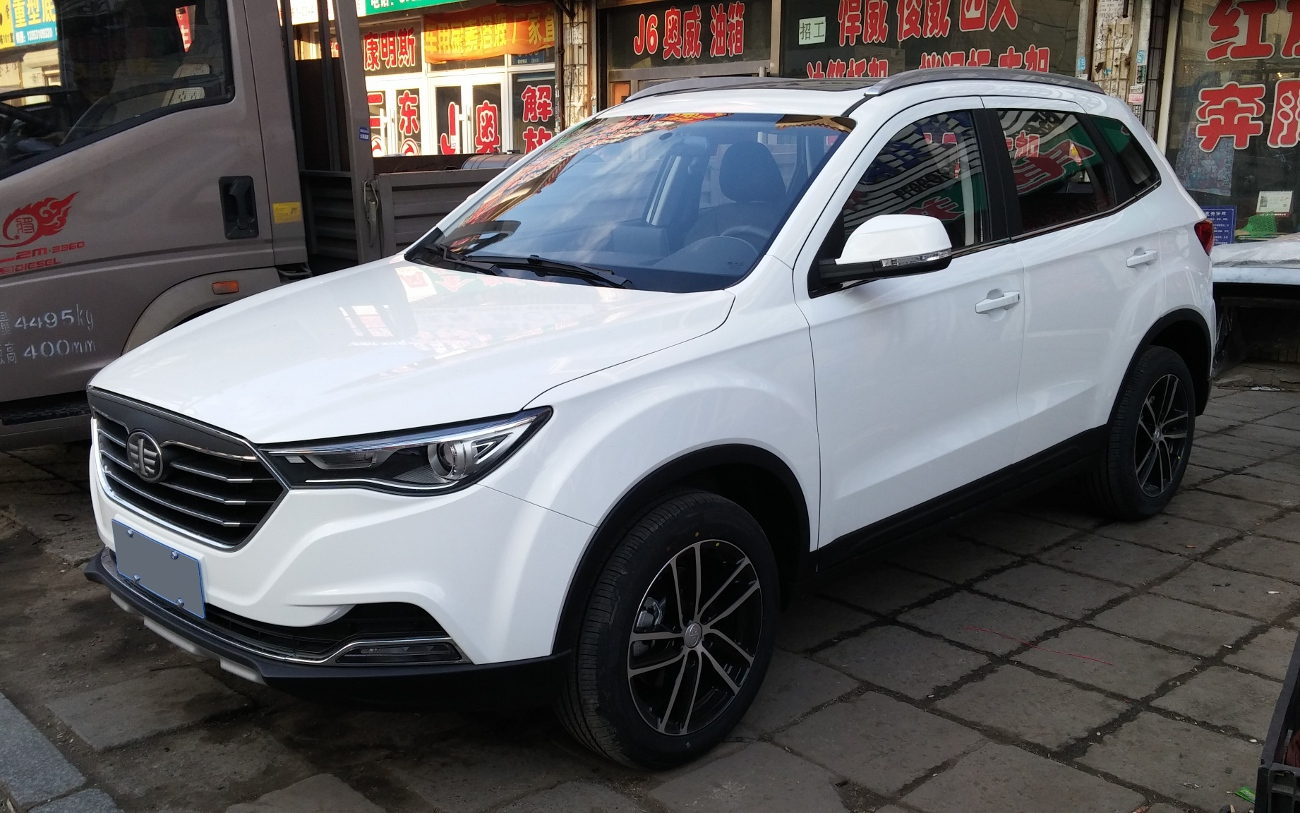
Besturn X40

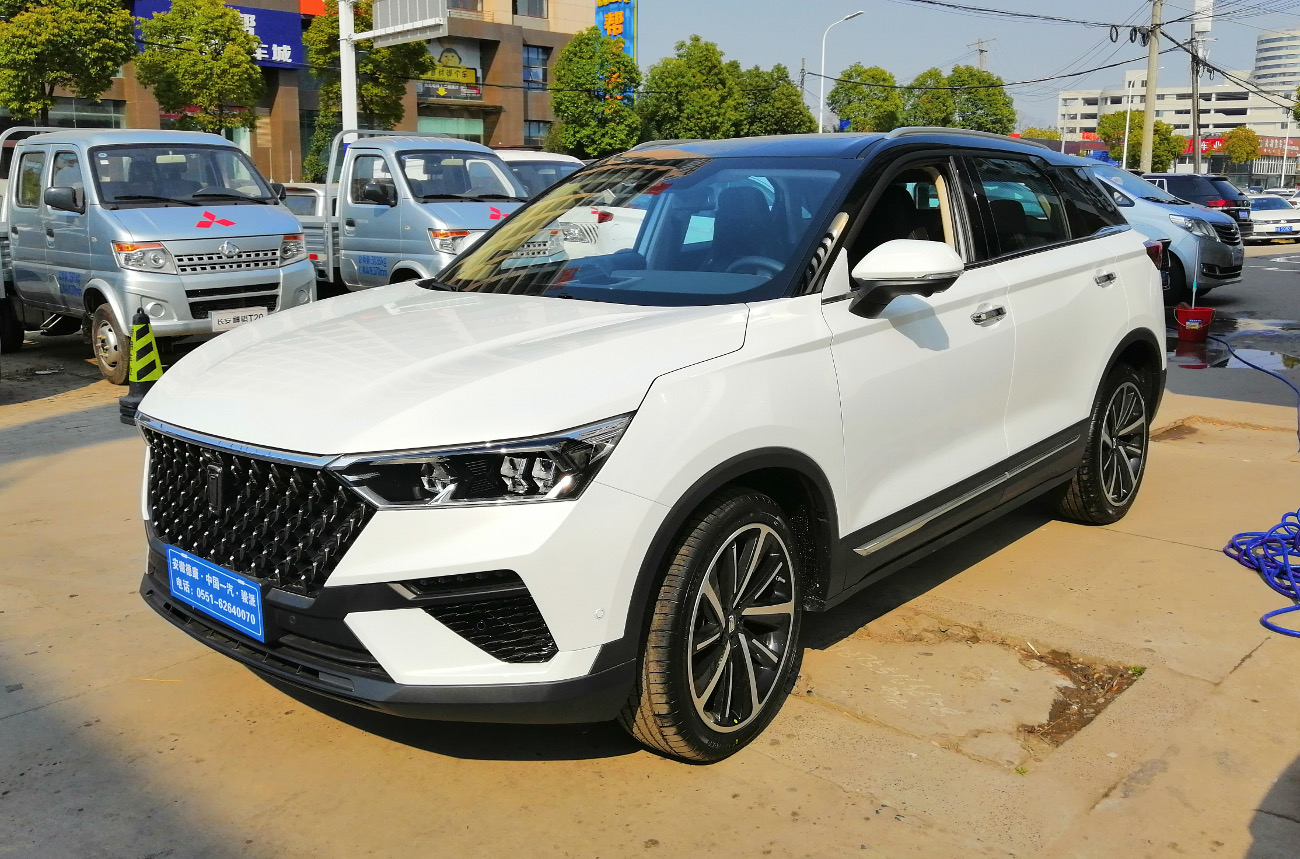
Bestune T77

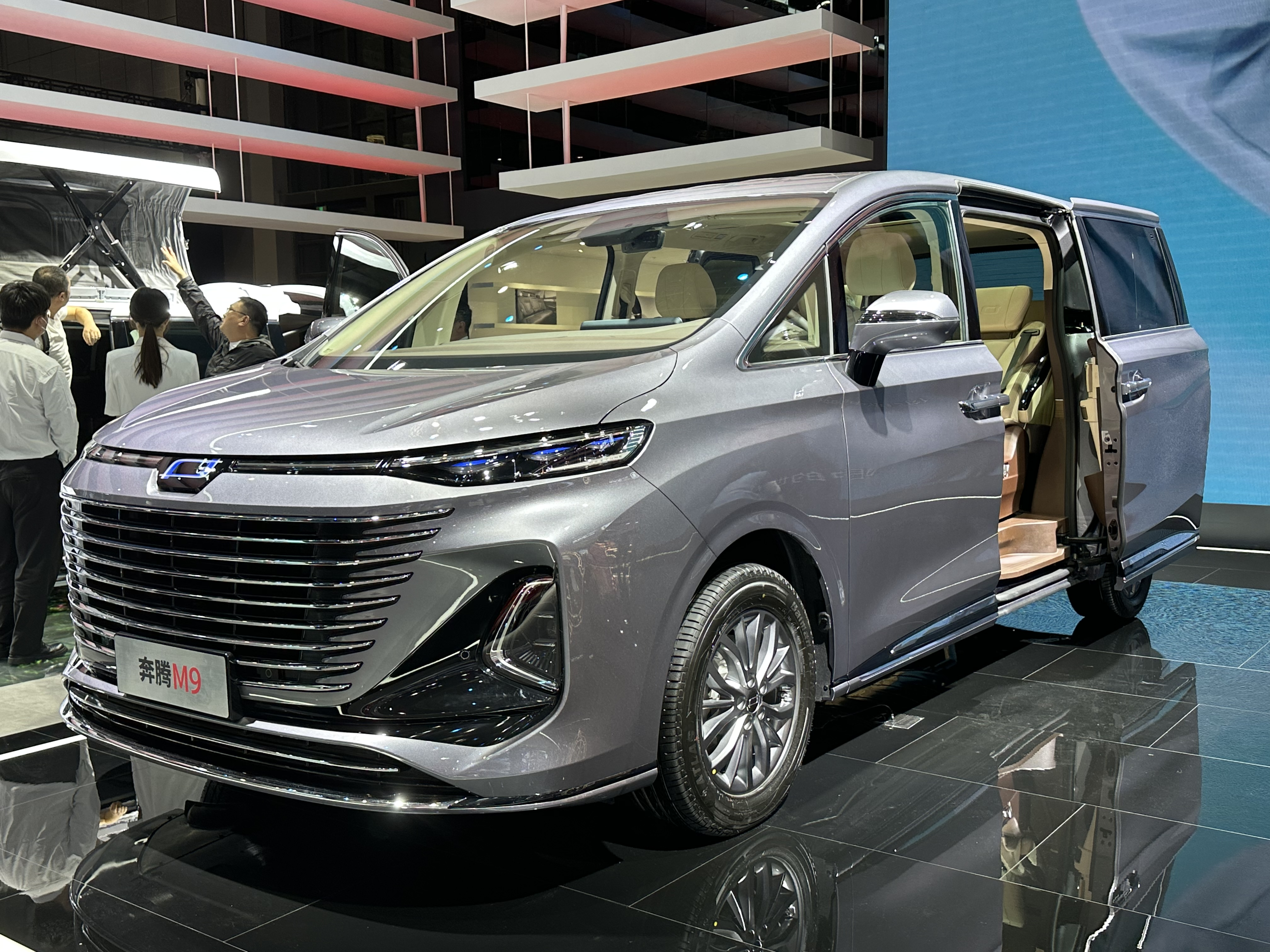
Bestune M9

Bestune ist eine Automarke aus der Volksrepublik China.

## Beschreibung
China FAW Group führte die Marke Besturn 2006 ein. Sie gehört zu den im ersten Jahrzehnt des 21. Jahrhunderts entstandenen chinesischen „Premium“-Marken wie Emgrand oder Riich, die mit Qualität und nicht mehr nur über den Preis mit ausländischen Marken konkurrieren wollen.
Über die Zukunft von Besturn ranken sich immer wieder Gerüchte. Von einer Eingliederung in die Stammmarke FAW oder in die Marke Hongqi war bereits die Rede. Der Name gilt als wenig glücklich, da mit dem englischen Ausdruck best urn (beste Urne) eine wenig angenehme Assoziation naheliegt.
Ende 2018 beschloss der Hersteller, den englischen Namen von Besturn in Bestune umzubenennen. Möglicherweise geschah das nur für neu eingeführte Modelle, denn für den Besturn X80 sind bis Mai 2020 Neuzulassungen in China überliefert. Der chinesische Name Benteng blieb unverändert.

## Modellpalette
Aktuelle Modelle:
- B70 (Mittelklasse) seit 2007[6] (möglicherweise schon 2006 eingeführt)
- M9 (Van) seit 2023[7]
- NAT (Van) seit 2021[8]
- T55 (SUV) seit 2021[9]
- T77 (SUV) seit 2018[10]
- T90 (SUV) seit 2023[11]
- Xiaoma (Kleinstwagen) seit 2024[12]
- Yueyi 03 (SUV) seit 2025[13]
- Yueyi 07 (SUV) seit 2025[14]

Ehemalige Modelle:
- B30 (Kleinwagen) von 2015 bis Mai 2020[15]
- B50 (Kompaktklasse) von 2009 bis Dezember 2019[16]
- B70S (SUV) von März 2022 bis Februar 2024[17]
- B90 (obere Mittelklasse) von 2012 bis August 2017[18]
- E01 (SUV) von September 2020 bis Februar 2024[19]
- T33 (SUV) von August 2019 bis November 2021[20]
- T99 (SUV) von November 2019 bis September 2024[21]
- X40 (SUV) von November 2016 bis Dezember 2020[22]
- X80 (SUV) von Mai 2013 bis Juli 2020[23]